# شهرستان برکت
شهرستان برکت (به ترکمنی: Bereket etraby، برکت اطرابیٛ) یک شهرستان در ترکمنستان است که در استان بلخان واقع شده است.
سابقاً، شهرستان قزان‌جیق (به ترکمنی: Gazanjyk etraby، قازان‌جیٛق اطرابیٛ) نام این شهرستان بود. در تاریخ ۲۹ دسامبر سال ۱۹۹۹، نام این شهرستان به «برکت» تغییر کرد.

## تقسیمات اداری
شهرستان برکت شامل یک شهر، یک شهرک، و سه شورای روستایی می‌باشد.
- شهرها (şäherler / شأهرلر)
  - برکت (Bereket / برکت)

- شهرک‌ها (şäherçeler / شأهرچه‌لر)
  - قالقینیش (Galkynyş / قالقیٛنیٛش) ‌
    - شامل اسکندر (Isgender / ایسگندر)
    - اوق (Ok / اوْق)
    - اویله‌قوشلوق (Öýleguşluk / اؤیله‌قوُشلوُق)
    - قلماچ (Gulmaç / قوُلماچ)
    - قماق‌لی (Gamakly / قاماق‌لیٛ)

- شوراهای روستایی (oba geňeşlikleri / اوْبا گنگشلیکلری)
  - اوب‌اوی (Oboý / اوْب‌اوْی)
    - آرقاچ (Arkaç / آرقاچ)
    - آقجه‌قویمه (Akjaguýma /آقجاقوُیما)
    - ‌ آیدینگ (Aýdyň / آیدیٛنگ)
    - اوب‌اوی (Oboý / اوْب‌اوْی)
    - چیت‌لی (Çitli / چیت‌لی)
    - دانه‌آته (Däneata / دأنه‌آتا)

  - صفرمرداد نیازوف (S.Nyýazow adyndaky / صاپارمیٛرات نیٛیازوف آدیٛنداقیٛ) 
    - ازون‌سو (Uzynsuw bekedi / اوُزیٛن‌سوُو بکه‌دی)
    - ایستگاه زون‌سو (Uzynsuw / اوُزیٛن‌سوُو)
    - ترکمنستان (Türkmenistan / توٚرکمنیستان)
    - مختوم‌قلی (Magtymguly adyndaky / ماغتیٛم‌قوْلی آدیٛنداقیٛ)

  - یاسغه (Ýasga / یاسغا)
    - ‌ آجی‌قویی (Ajyguýy، آجیٛ‌قوُییٛ)
    - برغون (Burgun / بوُرغوُن)
    - جمال (Jemal / جمال)
    - دوونچی (Düwünçi / دوٚووٚنچی)
    - قره‌ایلغین (Garaýylgyn / قاراییٛلغیٛن)
    - کچی‌جیک‌یازی (Kiçijikýazy / کیچی‌جیک‌یاز)
    - یاسغه (Ýasga / یاسغا)